# Valle de Styx
El Valle de Styx (en inglés: Styx Valley) se encuentra adyacente a la Reserva Natural de Tasmania un Sitio Patrimonio de la Humanidad en la isla y estado de Tasmania al sur de Australia. El río Styx es el principal sistema de drenaje del valle. Se encuentra a unos 100 km al noroeste de Hobart, siendo maydena el pueblo más cercano.
Los Bosques templados y húmedos de eucaliptos en la región son el hogar de las plantas más altas del mundo con flores, llamadas Eucalyptus regnans. 
En 2002, el árbol más grande de Australia, apodado «El Grande», fue descubierto allí. Por desgracia, fue destruido en un incendio en el otoño de 2003.